# Возврат налога
Возврат налога — возврат денежных средств государством из бюджета и государственных фондов физическим и юридическим лицам.

## Описание
В середине 1980-х годов возврату подлежали прямые и косвенные налоги. Прямые налоги, такие как подоходный налог и налог на прибыль корпораций возвращались из специальных фондов в Японии, ФРГ, Франции. В ФРГ при Немецком федеральном банке был создан конъюнктурный фонд, который пополнялся благодаря надбавке к подоходному налогу и налогу на прибыль корпораций в периоды экономического подъема. В периоды ухудшения экономической ситуации она возвращалась из фонда в форме инвестиционных премий. Возврат косвенных налогов происходит при экспорте товаров непосредственно из государственного бюджета. Чаще всего возвращается налог с оборота. В Великобритании есть специальная возвратная пошлина при экспорте товаров, ее размер в каждом случае зависит от решения министерства промышленности и торговли. Во Франции экспортерам возвращают налог на добавленную стоимость и часть взносов в фонд социального страхования. Это делается для оказания влияния на экспорт товаров. В случаях переплаты — налоги возвращались. В этот же период в СССР согласно законодательству, если какие-то налоги были неправильно взысканы с населения, они возвращались к тому, кто их платил.
В Украине, официально работающие люди имеют право получить часть денег обратно как возврат налога. Среди таких расходов можно выделить ипотечный кредит, страхование в негосударственных пенсионных организациях, получение образования. Образование должно быть получено в государственном профессионально-техническом или высшем учебном заведении на контрактной основе, или это должна быть оплата за учебу дочери или сына. Право на такую компенсацию имеют резиденты Украины с регистрационным номером учетной карточки налогоплательщика. Лицо должно иметь официальное трудоустройство. Предприниматели не могут претендовать на налоговую скидку, как и те кто работает по гражданско-правовым договорам. Для того, чтобы получить возврат налога, нужно документально подтвердить расходы, которые включены в налоговую скидку. Получить налоговый возврат могут официально трудоустроенные плательщики налога, выплачивающие кредит за жилье. Этот возврат выдается им в виде компенсации части суммы процентов, которые были уплачены за пользование ипотечным жилищным кредитом.